# Carine Varlez
Carine Varlez, née le 22 septembre 1976, est une judokate française.

## Biographie
Aux Championnats d'Europe par équipes de judo, elle est médaillée d'or en 1996 et 1997. Au niveau national, elle est sacrée championne de France des plus de 72 kg en 1996 et des plus de 78 kg en 1997.